# هنري إيان كوسيك
هنري إيان كوسيك (بالإنجليزية: Henry Ian Cusick)‏ ممثل اسكتلندي من مواليد 17 أبريل 1967. اشتهر بدور ديزموند ديفيد هيوم (لوست) في المسلسل الأمريكي الشهير الضياع، والذي حصل عليه على ترشيح لنيل جائزة الإيمي برايم تايم. لعب دور البطولة في المسلسل فضيحة الذي أنتجته هيئة الإذاعة الأمريكية بدور ستيفن فينش، ويلعب دور كين في المسلسل الدرامي المئة الذي أنتجته السي دبليو.

## روابط خارجية
- هنري إيان كوسيك على موقع IMDb (الإنجليزية)
- هنري إيان كوسيك على موقع ألو سيني (الفرنسية)
- هنري إيان كوسيك على موقع تيرنر كلاسيك موفيز (الإنجليزية)
- هنري إيان كوسيك على موقع أول موفي (الإنجليزية)
- هنري إيان كوسيك على موقع إن إن دي بي (الإنجليزية)
- هنري إيان كوسيك على موقع قاعدة بيانات الفيلم (الإنجليزية)
- هنري إيان كوسيك على موقع كينوبويسك (الروسية)